# Associazione Calcio Siena 2010-2011
Questa voce raccoglie le informazioni riguardanti l'Associazione Calcio Siena nelle competizioni ufficiali della stagione 2010-2011.

## Stagione
Per la stagione 2010-2011 il Siena, retrocesso per la prima volta in serie cadetta dopo sette anni in Serie A, è allenato da Antonio Conte.
La squadra bianconera compie l'immediata risalita in massima serie, terminando al secondo posto con 77 punti, due punti meno dall'Atalanta: fa registrare però il miglior attacco (67 reti) e la migliore differenza reti (+21) del torneo.
Nella Coppa Italia supera nel secondo turno (2-0) la Ternana, poi viene eliminata (3-2) dal Lecce nel terzo turno.

## Divise e sponsor[3]
Lo sponsor tecnico per la stagione 2010-2011 è Kappa, mentre lo sponsor ufficiale è Monte dei Paschi di Siena.
La prima divisa è costituita da maglia a strisce bianco-nere, con maniche completamente corvine così come il colletto a V. I pantaloncini sono bianchi mentre i calzettoni sono neri. La seconda divisa è costituita da una maglia rossa con una banda bianco-nera verticale sulla sinistra, colletto a V e i bordi delle maniche sono neri. Pantaloncini e calzettoni presentano lo stesso colore vermiglio della maglia. La terza divisa (usata nelle partite di Coppa Italia) è nera, con colletto a V e bordi delle maniche bianchi. Pantaloncini e calzettoni presentano anch'essi tale colorazione bruna. La divisa casalinga dei portieri è gialla con colletto a V e bordi delle maniche in nero, mentre quella da trasferta è a scacchi con colletto a V e bordi delle maniche sempre in nero. Pantaloncini e calzettoni nella prima rispecchiano il colore della maglia, nella seconda sono anch'essi neri.
| Casa | Trasferta | Terza divisa | Portiere Casa |

## Rosa
| N. |                       | Ruolo | Calciatore             |
| -- | --------------------- | ----- | ---------------------- |
| 2  | Italia (bandiera)     | D     | Roberto Vitiello       |
| 3  | Italia (bandiera)     | D     | Cristiano Del Grosso   |
| 5  | Portogallo (bandiera) | D     | Gonçalo Brandão        |
| 6  | Romania (bandiera)    | C     | Paul Codrea            |
| 7  | Francia (bandiera)    | C     | David Mounard          |
| 8  | Italia (bandiera)     | C     | Simone Vergassola      |
| 9  | Italia (bandiera)     | A     | Salvatore Mastronunzio |
| 10 | Brasile (bandiera)    | A     | Reginaldo              |
| 11 | Italia (bandiera)     | A     | Emanuele Calaiò        |
| 12 | Italia (bandiera)     | D     | Daniele Ficagna        |
| 13 | Italia (bandiera)     | D     | Luca Rossettini        |
| 14 | Italia (bandiera)     | C     | Filippo Carobbio       |
| 15 | Nigeria (bandiera)    | D     | Michael Odibe          |
| 17 | Italia (bandiera)     | A     | Stefano Pettinari      |
| 18 | Italia (bandiera)     | C     | Gennaro Troianiello    |

| N. |                         | Ruolo | Calciatore           |
| -- | ----------------------- | ----- | -------------------- |
| 19 | Italia (bandiera)       | D     | Claudio Terzi        |
| 21 | Italia (bandiera)       | D     | Andrea Rossi         |
| 22 | Italia (bandiera)       | P     | Alessandro Iacobucci |
| 32 | Italia (bandiera)       | A     | Domenico Danti       |
| 33 | Italia (bandiera)       | P     | Ferdinando Coppola   |
| 36 | Italia (bandiera)       | C     | Francesco Bolzoni    |
| 39 | Italia (bandiera)       | C     | Luca Marrone         |
| 43 | Italia (bandiera)       | P     | Simone Farelli       |
| 63 | Argentina (bandiera)    | A     | Marcelo Larrondo     |
| 77 | Italia (bandiera)       | D     | Alessio Sestu        |
| 90 | Italia (bandiera)       | A     | Ciro Immobile        |
| 92 | Italia (bandiera)       | D     | Federico Mannini     |
| 93 | Italia (bandiera)       | P     | Richard Marcone      |
| 99 | RD del Congo (bandiera) | C     | Pedro Kamatà         |

## Calciomercato

### Sessione estiva(dall'1/7 all'1/9)
| Acquisti | Acquisti               | Acquisti  | Acquisti          |
| R.       | Nome                   | da        | Modalità          |
| -------- | ---------------------- | --------- | ----------------- |
| P        | Ferdinando Coppola     | Milan     | prestito          |
| P        | Simone Farelli         | Crotone   | definitivo        |
| P        | Alessandro Iacobucci   | Mantova   | definitivo        |
| D        | Alessio Sestu          | Vicenza   | compartecipazione |
| D        | Roberto Vitiello       | Rimini    | definitivo        |
| C        | Francesco Bolzoni      | Genoa     | prestito          |
| C        | Filippo Carobbio       | Bari      | compartecipazione |
| C        | Pedro Kamatà           | Bari      | compartecipazione |
| C        | Luca Marrone           | Juventus  | prestito          |
| C        | David Mounard          | Gallipoli | definitivo        |
| C        | Stefano Pettinari      | Roma      | prestito          |
| C        | Gennaro Troianiello    | Frosinone | definitivo        |
| A        | Ciro Immobile          | Juventus  | prestito          |
| A        | Salvatore Mastronunzio | Ancona    | definitivo        |

| Cessioni | Cessioni                | Cessioni         | Cessioni                     |
| R.       | Nome                    | a                | Modalità                     |
| -------- | ----------------------- | ---------------- | ---------------------------- |
| P        | Gianluca Curci          | Sampdoria        | comproprietà (2,2 milioni €) |
| P        | Anssi Jaakkola          | Slavia Praga     | definitivo                   |
| D        | Emílson Sánchez Cribari | Lazio            | fine prestito                |
| D        | Marco Malagò            | Chievo           | fine prestito                |
| D        | Francesco Pratali       | Torino           | fine prestito                |
| C        | Francesco Parravicini   | Livorno          | prestito                     |
| C        | Albin Ekdal             | Juventus         | fine prestito                |
| C        | Alexandros Tziolīs      | Racing Santander | prestito                     |
| C        | Lukáš Jarolím           | Slavia Praga     | definitivo                   |
| C        | Mato Jajalo             | Colonia          | prestito                     |
| A        | Abdelkader Ghezzal      | Bari             | comproprietà (1,2 milioni €) |
| A        | Massimo Maccarone       | Palermo          | definitivo (4,5 milioni €)   |

## Risultati

### Serie B

#### Girone di andata
| Arbitro: | Tozzi (Ostia Lido) |

|               |           |                  |
| Sansovini 80’ | Marcatori | 42’ Mastronunzio |

| Arbitro: | Candussio (Cervignano del Friuli) |

|                               |           |              |
| Mastronunzio 20’ Larrondo 80’ | Marcatori | 9’ Bonazzoli |

| Arbitro: | Baracani (Firenze) |

|             |           |              |
| Dionisi 17’ | Marcatori | 86’ Larrondo |

| Arbitro: | Giancola (Vasto) |

|                                  |           |                       |
| Calaiò 22’ (rig.), 42’ Terzi 31’ | Marcatori | 66’ (rig.) Di Roberto |

| Arbitro: | Ciampi (Roma) |

|                  |           |  |
| Mastronunzio 13’ | Marcatori |  |

| Arbitro: | Doveri (Roma) |

|  |           |           |
|  | Marcatori | 68’ Sestu |

| Arbitro: | Nasca (Bari) |

|                            |           |  |
| Ficagna 72’ Larrondo 90+2’ | Marcatori |  |

| Trieste 9 ottobre 2010, ore 18:00 CEST 8ª giornata | Triestina          | 0 – 0 referto | Siena | Stadio Nereo Rocco (5.542 spett.)\| Arbitro: \| Calvarese (Teramo) \| |
| Arbitro:                                           | Calvarese (Teramo) |               |       |                                                                       |

| Arbitro: | Tozzi (Ostia Lido) |

|                                |           |                  |
| Mastronunzio 11’ Reginaldo 88’ | Marcatori | 71’ (rig.) Succi |

| Arbitro: | Candussio (Cervignano del Friuli) |

|                                      |           |  |
| Coralli 35’, 84’ (rig.) Fabbrini 44’ | Marcatori |  |

| Siena 23 ottobre 2010, ore 15:00 CEST 11ª giornata | Siena                  | 0 – 0 referto | Crotone | Stadio Artemio Franchi - Montepaschi Arena (6.968 spett.)\| Arbitro: \| Gallione (Alessandria) \| |
| Arbitro:                                           | Gallione (Alessandria) |               |         |                                                                                                   |

| Arbitro: | Velotto (Grosseto) |

|                                                  |           |                                     |
| Bruno 4’, 19’ (rig.) Noselli 90+1’ Masucci 90+5’ | Marcatori | 6’ Reginaldo 21’ (rig.), 37’ Calaiò |

| Arbitro: | Doveri (Roma) |

|                                               |           |  |
| Calaiò 62’ Mastronunzio 77’ Troianiello 90+5’ | Marcatori |  |

| Arbitro: | Gallione (Alessandria) |

|                          |           |                       |
| Schiavi 25’ Misuraca 71’ | Marcatori | 43’ Sestu 89’ Marrone |

| Arbitro: | Calvarese (Teramo) |

|                                               |           |              |
| Troianiello 9’ Mastronunzio 69’ Reginaldo 75’ | Marcatori | 45+3’ Freddi |

| Arbitro: | Tommasi (Bassano del Grappa) |

|                   |           |                                                     |
| Cunico 68’ (rig.) | Marcatori | 14’ Terzi 24’ Mastronunzio 52’ Bolzoni 89’ Immobile |

| Arbitro: | Candussio (Cervignano del Friuli) |

|              |           |                    |
| Larrondo 79’ | Marcatori | 90+3’ E. Gigliotti |

| Arbitro: | Tozzi (Ostia Lido) |

|              |           |             |
| De Vezze 13’ | Marcatori | 86’ Brienza |

| Arbitro: | Giancola (Vasto) |

|                                      |           |  |
| Calaiò 45+1’ (rig.) Brienza 52’, 56’ | Marcatori |  |

| Arbitro: | Pinzani (Empoli) |

|            |           |  |
| Ebagua 14’ | Marcatori |  |

| Arbitro: | Giacomelli (Trieste) |

|                                 |           |                |
| Larrondo 29’ (rig.) Brienza 55’ | Marcatori | 90’ Bombardini |

#### Girone di ritorno
| Arbitro: | Ostinelli (Como) |

|                        |           |           |
| Bolzoni 5’ Brienza 77’ | Marcatori | 39’ Olivi |

| Reggio Calabria 22 gennaio 2011, ore 15:00 CET 23ª giornata | Reggina            | 0 – 0 referto | Siena | Stadio Oreste Granillo (4.565 spett.)\| Arbitro: \| Calvarese (Teramo) \| |
| Arbitro:                                                    | Calvarese (Teramo) |               |       |                                                                           |

| Arbitro: | Tommasi (Bassano del Grappa) |

|                                                 |           |  |
| Calaiò 54’, 83’ Mastronunzio 60’ Vergassola 88’ | Marcatori |  |

| Cittadella 5 febbraio 2011, ore 15:00 CET 25ª giornata | Cittadella      | 0 – 0 referto | Siena | Stadio Piercesare Tombolato (2.563 spett.)\| Arbitro: \| Massa (Imperia) \| |
| Arbitro:                                               | Massa (Imperia) |               |       |                                                                             |

| Bergamo 11 febbraio 2011, ore 20:45 CET 26ª giornata | Atalanta                 | 0 – 0 referto | Siena | Stadio Atleti Azzurri d'Italia (20.995 spett.)\| Arbitro: \| Guida (Torre Annunziata) \| |
| Arbitro:                                             | Guida (Torre Annunziata) |               |       |                                                                                          |

| Arbitro: | Velotto (Grosseto) |

|                       |           |                                     |
| Caputo 14’ Calaiò 29’ | Marcatori | 38’ Cacia 77’ T. Bianchi 90’ Guzmán |

| Arbitro: | Tommasi (Bassano del Grappa) |

|  |           |             |
|  | Marcatori | 34’ Bolzoni |

| Arbitro: | Tozzi (Ostia Lido) |

|              |           |  |
| Larrondo 75’ | Marcatori |  |

| Padova 5 marzo 2011, ore 15:00 CET 30ª giornata | Padova        | 0 – 0 referto | Siena | Stadio Euganeo (5.571 spett.)\| Arbitro: \| Ciampi (Roma) \| |
| Arbitro:                                        | Ciampi (Roma) |               |       |                                                              |

| Siena 12 marzo 2011, ore 15:00 CET 31ª giornata | Siena                  | 0 – 0 referto | Empoli | Stadio Artemio Franchi - Montepaschi Arena (7.094 spett.)\| Arbitro: \| Gallione (Alessandria) \| |
| Arbitro:                                        | Gallione (Alessandria) |               |        |                                                                                                   |

| Arbitro: | Guida (Torre Annunziata) |

|                |           |                          |
| De Giorgio 83’ | Marcatori | 1’ Brienza 72’ Reginaldo |

| Arbitro: | Nasca (Bari) |

|                                               |           |  |
| Calaiò 1’, 34’ Reginaldo 51’ Mastronunzio 79’ | Marcatori |  |

| Arbitro: | Calvarese (Teramo) |

|  |           |                |
|  | Marcatori | 67’ Vergassola |

| Arbitro: | Baracani (Firenze) |

|                |           |  |
| Sestu 22’, 36’ | Marcatori |  |

| Arbitro: | Pinzani (Empoli) |

|  |           |                |
|  | Marcatori | 36’ Del Grosso |

| Arbitro: | Palazzino (Ciampino) |

|            |           |                          |
| Caputo 84’ | Marcatori | 89’ Gerardi 90+4’ Tarana |

| Arbitro: | Doveri (Roma) |

|                       |           |                        |
| González 31’ Ludi 74’ | Marcatori | 48’, 59’ (rig.) Calaiò |

| Arbitro: | Massa (Imperia) |

|                 |           |                            |
| Calaiò 10’, 38’ | Marcatori | 23’ Sgrigna 80’ R. Bianchi |

| Arbitro: | Gallione (Alessandria) |

|                               |           |                          |
| Romeo 71’, 90+3’ Feczesin 88’ | Marcatori | 19’ Calaiò 64’ Reginaldo |

| Arbitro: | Merchiori (Ferrara) |

|                                                                    |           |  |
| Caputo 11’ Calaiò 12’ (rig.), 28’ Brienza 15’ Reginaldo 53’ (rig.) | Marcatori |  |

| Arbitro: | Calvarese (Teramo) |

|            |           |  |
| Grossi 84’ | Marcatori |  |

### Coppa Italia
| Arbitro: | Giancola (Vasto) |

|                            |           |  |
| Reginaldo 25’ Carobbio 57’ | Marcatori |  |

| Arbitro: | Damato (Barletta) |

|                                         |           |                         |
| Bertolacci 43’ Corvia 52’ Chevantón 70’ | Marcatori | 31’ Immobile 83’ Kamata |

## Statistiche

### Statistiche di squadra
Statistiche aggiornate al 29 maggio 2011
| Competizione | Punti | In casa | In casa | In casa | In casa | In casa | In casa | In trasferta | In trasferta | In trasferta | In trasferta | In trasferta | In trasferta | Totale | Totale | Totale | Totale | Totale | Totale | DR  |
| Competizione | Punti | G       | V       | N       | P       | Gf      | Gs      | G            | V            | N            | P            | Gf           | Gs           | G      | V      | N      | P      | Gf     | Gs     | DR  |
| ------------ | ----- | ------- | ------- | ------- | ------- | ------- | ------- | ------------ | ------------ | ------------ | ------------ | ------------ | ------------ | ------ | ------ | ------ | ------ | ------ | ------ | --- |
| Serie B      | 77    | 21      | 15      | 4       | 2       | 45      | 14      | 21           | 6            | 10           | 5            | 22           | 21           | 42     | 21     | 14     | 7      | 67     | 35     | −7  |
| Coppa Italia | -     | 1       | 1       | 0       | 0       | 2       | 0       | 1            | 0            | 0            | 1            | 2            | 3            | 2      | 1      | 0      | 1      | 4      | 3      | +1  |
| Totale       | 77    | 22      | 16      | 4       | 2       | 47      | 14      | 22           | 6            | 10           | 6            | 24           | 24           | 44     | 22     | 14     | 8      | 71     | 38     | +33 |

### Statistiche personali
| -          |
| F. Bolzoni |
| 26         |
| 3          |
| 1          |
| 0          |
| 2          |
| 0          |
| 0          |
| 0          |
| 28         |
| 3          |
| 1          |
| 0          |
| -          |
| G. Brandão |
| 2          |
| 0          |
| 0          |
| 0          |
| 0          |
| 0          |
| 0          |
| 0          |
| 2          |
| 0          |
| 0          |